# Savaplein

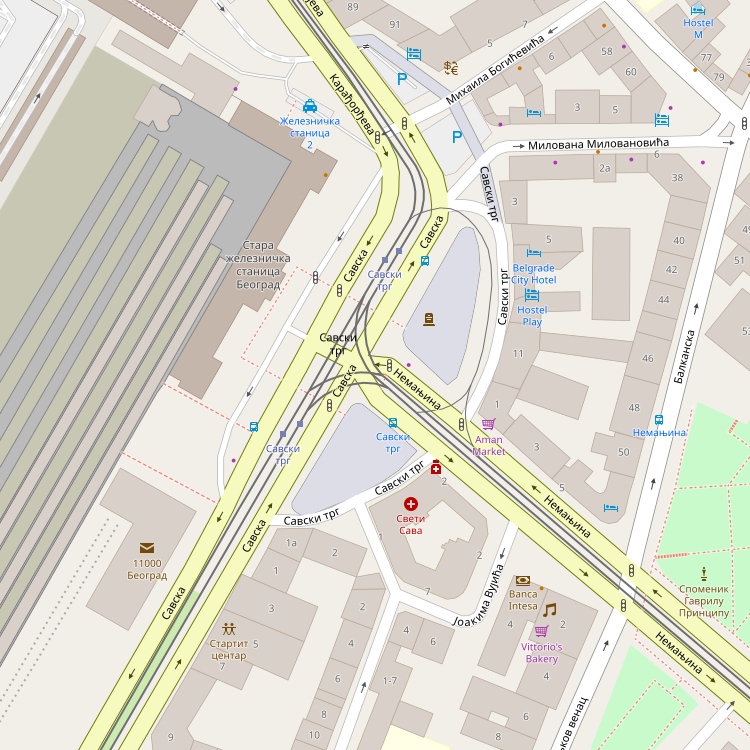
De locatie van Savaplein

Savaplein is een stadsplein in de stadsgemeente Savski Venac in Belgrado, gelegen tegenover het gebouw van het oude hoofdtreinstation, tussen de Karadjordjeva-, Nemanjina- en de Savastraat.

## Namen
- Wilsonplein, ter ere van Woodrow Wilson, 28e de president van de Verenigde Staten ;
- Broederschap en eenheid plein;
- Sava-plein.